# Ixora macgregorii
Ixora macgregorii är en måreväxtart som beskrevs av Charles Budd Robinson. Ixora macgregorii ingår i släktet Ixora och familjen måreväxter. Inga underarter finns listade i Catalogue of Life.